# 長柄毛氈苔
長柄毛氈苔（學名：Drosera intermedia），又稱作長柄茅膏菜，是食蟲植物的一種。分布於歐洲、加拿大東南、美國東半部、古巴、南美洲以北，屬於溫帶至熱帶的種類。
其种加词“intermedia”意为“中间的”。

## 形態
長柄毛氈苔為多年生草本，半直立由中心蓮座長出，無莖，高約10公分，溫帶的種類在冬季會長出休眠芽。
長柄毛就像所有的毛氈苔一樣，具有兩種腺體—有柄的腺體（stalked）負責分泌黏液，利用濃稠的蜜汁吸引獵物，獵物會被黏液悶死或力竭而亡。捕捉到獵物後，無柄的腺體（sessile）開始分泌消化液，分解吸收獵物，補充在這片貧瘠的土地所缺乏的養分。
長柄毛氈苔花期為 6 至 8 月，從中心抽出約15公分的花梗，約 3 - 8 朵花。受精後子房膨大成卵狀，形成蒴果，裡面含有大量細小的種子。

## 分布與棲地
在毛氈苔中，長柄毛的分布相當廣泛，同時也是歐洲唯一存在的三種毛氈苔之一，另外兩種是圓葉毛氈苔與英國毛氈苔。在北美以東、古巴、南北以北也可以發現其蹤跡。古巴和南北洲的長柄毛氈苔屬於熱帶毛氈苔，冬季不會形成休眠芽。
長柄毛氈苔生長在終年潮濕的沼澤低地，喜歡日照充足、養分貧瘠的土地，如水苔、泥炭、砂質地等。